# Rue Laurencin
La rue Laurencin est une rue du quartier d'Ainay située sur la presqu'île dans le 2e arrondissement de Lyon, en France.

## Situation et accès
La rue débute rue de la Charité juste en face du musée des Tissus et à côté de la rue de Fleurieu et se termine quai du Docteur-Gailleton avec une circulation dans le sens de la numérotation et un stationnement des deux côtés.

## Origine du nom
Cette rue porte le nom d'une famille, barons de Riverie et seigneurs de Chanzé, dont plusieurs ont été membres de l'ordre de Saint-Jean de Jérusalem ainsi qu'aux chapitres du Lyonnais et du Dauphiné.
On peut citer :
En 1556, Claudine Laurencin, épouse de Pierre Sala, vend une partie du tènement qu'il lui appartient et fait ouvrir la rue Sala. 
Jean Espérance Blandine de Laurencin (1740-1812). Militaire membre de l'institut de France et de l'ordre de Saint Louis. La compagnie Perrache lui confie la direction de ses affaires. Il fait partie des six personnes qui montent dans la montgolfière La Flesselle qui décolle des Brotteaux à Lyon le 19 janvier 1784. Le 22 avril 1805, il présente son projet à Napoléon Ier venu visiter l'Académie de Lyon.
François Aimé de Laurencin (1764-1833) est le dernier membre de cette famille. Il devient colonel en 1814 et député du Rhône de 1824 à 1827. Il est promu maréchal de camp en 1829 et membre de l'académie de Lyon. Ce nom est attribué à la rue le 4 août 1845, par délibération municipale.